# فيليب بورتون (سياسي)
فيليب بورتون (بالإنجليزية: Philip Burton)‏ هو فلاح وسياسي أيرلندي، ولد في 26 يوليو 1910، وتوفي في 3 يناير 1995.

## مناصب
- انتخب عضو مجلس الشيوخ من أيرلندا عن دائرة اللجنة الإدارية [الإنجليزية]‏ وقد انضم خلال فترته النيابية ‏ (1 يونيو 1973 – 22 يونيو 1977) للكتلة البرلمانية فاين جايل.
- في الانتخابات العمومية الإيرلندية 1961 [الإنجليزية]‏، انتخب نائب دييل عن دائرة Cork North-East (Dáil constituency) [الإنجليزية]‏ وقد انضم خلال فترته النيابية ‏ (11 أكتوبر 1961 – 11 مارس 1965) للكتلة البرلمانية فاين جايل.
- في الانتخابات العمومية الإيرلندية 1965 [الإنجليزية]‏، انتخب نائب دييل عن دائرة Cork North-East (Dáil constituency) [الإنجليزية]‏ وقد انضم خلال فترته النيابية ‏ (21 أبريل 1965 – 21 مايو 1969) للكتلة البرلمانية فاين جايل.
- في الانتخابات العمومية الإيرلندية 1969 [الإنجليزية]‏، انتخب نائب دييل عن دائرة Cork Mid (Dáil constituency) [الإنجليزية]‏ وقد انضم خلال فترته النيابية ‏ (2 يوليو 1969 – 5 فبراير 1973) للكتلة البرلمانية فاين جايل.